# Euro Ice Hockey Challenge
Euro Ice Hockey Challenge (EIHC) – cykl międzynarodowych turniejów w hokeju na lodzie rangi reprezentacynej rozgrywanych w tym samym terminie (w czasie zharmonizowanych przerw w rozgrywkach ligowych).

## Historia
EIHC został założony w 2001 przez IIHF. Wśród państw uczestniczących i organizatorów turniejów są: Ukraina, Austria, Holandia, Włochy, Łotwa, Słowenia, Polska, Białoruś, Norwegia, Wielka Brytania, Francja, Dania, Węgry, Chorwacja, Serbia.

## Charakter
Turnieje organizowane są w europejskich miastach i występują w nich cztery drużyny – kadry narodowe – rozgrywające turniej w systemie każdy z każdym. Dobór drużyn do turniejów następuje z reguły wedle prezentowanego przez nich poziomu sportowego, tym samym w turniejach rywalizują ze sobą oddzielnie reprezentacje z Elity bądź niższych Dywizji. Turnieje EIHC służą cząsto w praktyce jako rodzaj przygotowania reprezentacji do występów w imprezach o randze mistrzowskiej, z tego względu podczas turniejów do kadr narodowych powoływani są zawodnicy zbierający doświadczenie reprezentacyjne i kandydaci do reprezentacji. Są organizowane w trzech terminach kalendarzowych: połowa listopada, grudnia i lutego.
Wobec turniejów cyklów Euro Hockey Tour i Deutschland Cup, turnieje EIHC stanowią drugą klasę turniejów międzypaństwowych.

## Turnieje
Turnieje w ramach EIHC:
- EIHC Italy (Włochy)
- Polesie Cup (Białoruś)
- Pannon Hoki Kupa (Chorwacja)
- EIHC Vilnius (Litwa)

Wybrane byłe:
- Danfoss Challenge (Dania)
- Turnoi International du Mont-Blanc (Francja)

## Edycje
- Euro Ice Hockey Challenge 2011/2012
- Euro Ice Hockey Challenge 2012/2013
- Euro Ice Hockey Challenge 2013/2014
- Euro Ice Hockey Challenge 2014/2015
- Euro Ice Hockey Challenge 2015/2016
- Euro Ice Hockey Challenge 2016/2017

## Polska w EIHC
Reprezentacja Polski kilkakrotnie była triumfatorem tych turniejów – między innymi w 2003, w grudniu 2004 w Krynicy-Zdroju (Hala widowiskowo-sportowa). Turniej odbywał się ponadto w Polsce trzykrotnie w hali Arena Sanok w Sanoku (2008, 2010 i 2011).